# Teenage Dream (canción)
«Teenage Dream» —en español: «Sueño adolescente»— es una canción de la cantante estadounidense Katy Perry. Fue lanzada el 23 de julio de 2010 como el segundo sencillo de su segundo álbum de estudio de igual título, Teenage Dream. También se había dispuesto ese mismo día para su descarga digital.
Perry y Bonnie McKee escribieron muchas canciones con un tema de juventud en mente, pero fueron rechazadas por los productores Benny Blanco y Dr. Luke. Blanco les mostró la canción de The Teenagers, «Homecoming», y McKee imaginó «Teenage Dream» como una canción de vuelta a los sentimientos de euforia de estar enamorado como un adolescente. Se reunieron con Max Martin en la ciudad natal de Perry, en Santa Bárbara, (California) y comenzaron a escribir la canción, que Perry más tarde describió como un momento puro para ella. Después de que Perry grabó su voz, McKee presentó su idea y el coro fue reescrito. Perry también describe la canción como una reminiscencia de su juventud al contemplar su futuro matrimonio con su novio Russell Brand. Musicalmente, «Teenage Dream» es una canción mid-tempo con un sonido pop retro. Perry comienza a cantar en voz alta y su voz se va fortaleciendo a medida que avance la canción. Líricamente habla de estar con un amante que te hace sentir joven de nuevo.
«Teenage Dream» recibió reseñas generalmente positivas de los críticos de música, algunos alabando su naturaleza y su sonido, pero criticaron la letra como «demasiado despreocupados e inmaduros». La canción ha encabezado las listas en Estados Unidos, Nueva Zelanda e Irlanda, y poco para alcanzar al top 10 en Australia, Canadá y el Reino Unido, y ha ingresado en Bélgica, Suecia y los Países Bajos. El vídeo musical para el sencillo fue filmado en diferentes lugares de Santa Bárbara, California, se estrenó el 10 de agosto de 2010. Katy Perry presentó la canción en vivo por primera vez en julio de 2010 en MTV World Stage 2010: Malasia en el Sunway Lagoon Resort, en Kuala Lumpur a la que asistieron más de 15 000 fanes de todas partes de Asia, así como en Singfest Singapur 2010 Concerts. Perry interpretó la canción en el 2010 en los Teen Choice Awards. La canción se convirtió en la tercera canción de Katy Perry en ubicarse en número 1 en la lista Billboard Hot 100, y su número uno por segunda vez consecutiva. La canción fue nominada para los premios Grammy por Mejor Interpretación Vocal Pop Femenina pero perdió contra «Bad Romance» de Lady Gaga. La revista Rolling Stone la incluyó en el cuarto puesto de su lista de las 50 mejores canciones del 2010. La canción aparece en la Best Buy Edition de Just Dance 3. Hasta enero de 2015, ha vendido 4 700 000 copias en los Estados Unidos.
En 2013, McKee versionó «Teenage Dream» como parte de un popurrí con otros siete sencillos cocompuestos por ella: «Dynamite» de Taio Cruz, «Hold It Against Me» de Britney Spears, «C'Mon» de Kesha y «California Gurls», «Last Friday Night (T.G.I.F.)», «Part of Me» y «Wide Awake» de la misma Perry.

## Antecedentes
Cuando Perry y McKee se reunión por primera vez en 2004, ambos eran «realmente Lolita» y «tenían una fascinación mutua con el estado de ánimo del adolescente». Ellos exploraron los temas de su primer registro, Perry escribió «One of the Boys», que habló sobre las primeras etapas del descubrimiento de que los niños podrían ser más que amigos, mientras que McKee trabajó en la escritura de "Confessions of a Teenage Girl", que fue sobre el usar el poder sexual a su ventaja. Para las sesiones de Teenage Dream, Perry y McKee había una idea en mente «siempre joven». Perry al principio escribió una letra acerca de Peter Pan, pero luego lo consideró como «demasiado joven» ya que «nosotros queríamos que tuviera más extremo, más sexo». Otra versión que se incluye en la línea es «Y lo siguiente que usted sabe/Usted es una mamá en una camioneta», que los hizo reír sin control durante una hora. Hubo una versión final que se basa en la metáfora del «yo tratando de» comparación de la ropa de su sexo, de manera similar a la canción de Madonna en 1985 «Dress You Up». Fue rechazada por los productores, como McKee explicó, «Luke siempre hace todo lo que le gusta a Benny Proof. Él dice que si Benny no lo consigue, Estados Unidos no lo conseguirá». Blanco les mostró The Teenagers en el 2007 la canción «Homecoming» y les pidió que escribieran en un estilo similar. McKee dijo que «[Nosotros] miramos con temor, sabiendo que teníamos que empezar todo de nuevo. [...] Los dos estábamos tan por encima que sólo lo acabamos en una noche». McKee continúo trabajando el en la canción del día siguiente. Explicó:

"Pensé en mis años de adolescente, mi primer amor. Pensé en ver Romeo y Julieta y poner un poco de luz en una mini-bola de discoteca y solo soñando con Leo. Pensé en mis amigos y yo sentados en torno a las fiestas de pijamas en los años 90, vertiginoso, incluso sólo pensar en los niños. [...] pensé en lo que Benny dijo y escuché la canción de nuevo, y yo estaba como The Teenagers ... eso es una gran palabra, Adolescente. es una palabra muy descriptiva, sino que reúne una gran cantidad de emociones e imágenes en tres sílabas [...] no podía creer que después de mucho estuviera agonizando sobre temas de "juventud", que nos había pasado por alto como una obvia - la. condición de adolescente".

A la siguiente semana, Perry invitó a McKee, Luke y Martin a su ciudad natal, Santa Bárbara, California a terminar de escribir la canción. McKee trato de acercarse a Luke para hablarle acerca de sus idea, pero estaba molesto por la cantidad de tiempo que pasó trabajando en el coro, así que él les prohibió cambiarlo. Se comenzó a trabajar en los versos, donde Perry ya había preparado la mayor parte de los coros. Perry describió el proceso como «un momento muy puro para mí» y continuó diciendo: «[Fue] cuando empecé mi creatividad, y también que tipo de destila esta sensación de euforia porque todo el mundo recuerda sus sueños cuando eran adolescentes. Todas las chicas que pusieron los posters en las paredes.» Después grabó las voces, McKee sacó a Luke y Martin a un lado y les dijo que su idea, a la que respondió: «Bueno, ¿por qué no decís que en primer lugar?». El coro fue reescrito, y la línea de «jeans ajustados de piel» fue tomada de la primera versión. Cuando la versión final se terminó, McKee dijo: «Estábamos todos tan entusiasmados de que hubiera valido la pena. Recuerdo a Max sentarse y decir: "Me gustaría que pudiera embotellar este sentimiento". Fue realmente mágico». Perry comentó que a pesar de que la canción fue reescrita muchas veces, que estaba «muy feliz de que finalmente consiguieron de alguna forma lo que todos estaban de acuerdo después de que fuera terminado». Durante una entrevista en junio de 2010, Perry confirmó a "Teenage Dream" como el segundo sencillo del álbum, y dijo que la canción era sobre «algo así como sentirse de esa manera, de cuando eras un adolescente. Muy emocional, muy invertido... ¡es intenso el estar enamorado y ser un adolescente!». Después de confirmar que Teenage Dream también sería el título del álbum, explicó que se trataba de una vuelta a sus años de adolescencia, cuando ella pensó en su juventud al contemplar el matrimonio con su novio Russell Brand. Y añadió: «para mí, este año es bastante pesado. Me voy a casar y quiero vender este disco, y hay tantas cosas que es bueno pensar en los sueños de los jóvenes».

## Composición
«Teenage Dream» es una canción pop midtempo con un ritmo fuerte que sigue el sonido retro del anterior sencillo «California Gurls». Es principalmente una canción pop rock y electropop. De acuerdo con la partitura publicada en Musicnotes.com, por Alfred Music Publishing, la canción está escrita en clave de B♭ mayor, y se mueve a un ritmo de 121 pulsaciones por minuto. Se tiene la secuencia de B♭–B♭2–B♭ como su progresión de acordes. La voz de Perry en el lapso de canción de la nota de B♭3 a la nota de F5. La canción comienza con la voz relativamente alta, con Perry cantando con su voz de cabeza, sino que también continúa en el segundo verso. A medida que la pista continúa, la voz se hace más fuerte y más potente, «dando una indicación musical de la potencia de la relación que se describe», según Bill Lamb de About.com. Amos Barshad, de la revista New York, dijo que «si no fuera por un coro sin rodeos muscular ("You! ... Make! ... Me!"), [la canción] es casi una balada». Las letras se refieren a estar con un amante que te hace sentir como un adolescente. De acuerdo con James Montgomery de MTV, las letras se refieren a ser en el amor y los sentimientos de compromiso y la seguridad que conlleva. También hablo sobre la letra en relación en líneas tales como: «Let's go all the way tonight / no regrets, just love / We can dance until we die / You and I / We'll be young forever».

## Video musical
El video musical de «Teenage Dream» fue filmado en Santa Bárbara, en julio de 2010, y fue dirigido por Yoann Lemoine. Perry previó el concepto junto con los compositores durante las sesiones. Fotos del rodaje de Perry de rodillas en la arena mirando a un hombre (interpretado por Josh Kloss) contaron con la utilización de speedos, mientras que otros la muestran besando el hombre en una piscina del hotel. Comentó sobre el rodaje en su Gorjeo, Diciendo: «¡Ese es un abrigo para Teenage dream! Tan hermosa [...] En mi ciudad natal. Llegué a lanzar todos mis amigos en la nueva música para adolescentes, fue una locura increíble».Perry fue entrevistado en línea a través YouTube, donde habló sobre el video musical. Ella dijo:
«Va a ser completamente diferente a "California Gurls". Con "Teenage Dream" se me verá un lado más crudo, casi vulnerable... me tuve que poner menos capas de maquillaje. Tuve que besarme con un chico que fue muy traumático. Yo fui hasta un poco mala con él. Yo era la que llamaba al corte porque estaba como '¡Oh no, puedo hacer esto! Me siento tan horrible.' Pero sé que es un trabajo. [Russell y yo] entendemos lo que es nuestro trabajo».
Un vídeo con imágenes líricas fue subido a la cuenta de Youtube de Perry el 26 de julio de 2010. Un fragmento de 30 segundos fue lanzado el 5 de agosto de 2010. El clip muestra Perry en un montaje a través de localidades de Santa Bárbara, incluyendo montar una tarde 1960 blanco BMW BMW Nueva Clase convertible. Besando su interés del amor y el baile en la playa con sus amigos. James Dinh de MTV dijo que el teaser resonaba con la melodía de sentirse bien de la canción. El video se estrenó en MTV el 10 de agosto de 2010 a las 20:00 ET y 5 días después se estrenó en Telehit.Su estreno fue en Reino Unido a las 10:45 p. m. en ITV2.
El 9 de septiembre de 2010, Perry colgó en su canal oficial de VEVO en Youtube, un video sin censura que contiene imágenes más explícitas y del videoclip interpretado junto a Kloss, llamado «Teenage Dream (Director's Cut)». También fue colgado en VEVO el 27 de octubre de 2010 la versión remix del video realizada por Kaskade Club Mix.
A noviembre de 2019 el video oficial junto al Director's Cut y el remix sobrepasan los 340 millones de reproducciones.

### Versión de Glee
El sencillo fue integrado en el capítulo «Never Been Kissed», de la serie estadounidense Glee. Cantado por The Warblers, grupo de cantantes a capela de Dalton Academy, acompañado de Blaine Anderson, interpretado por Darren Criss. La canción debutó con gran éxito en el Billboard Hot 100 en el lugar número 8.

## Presentaciones en vivo
Perry interpretó esta canción en MTV World Stage Malasia y además dijo una entrevista con MTV que estaba considerando la posibilidad de interpretar la canción en los Teen Choice Awards, el 9 de agosto de 2010.

## Posicionamiento en listas

### Listas semanales
| Lista (2010)                               | Máxima posición |
| ------------------------------------------ | --------------- |
| Alemania (Offizielle Deutsche Charts)      | 6               |
| Australia (ARIA)                           | 2               |
| Austria (Ö3 Austria Top 40)                | 2               |
| Bélgica (Flandes) (Ultratop 50)            | 10              |
| Bélgica (Valonia) (Ultratop 50)            | 11              |
| Brasil (Brasil Hot 100)                    | 25              |
| Brasil (Billboard Hot Pop Songs)           | 1               |
| Bulgaria (IFPI)                            | 5               |
| Canadá (Canadian Hot 100)                  | 2               |
| Dinamarca (Tracklisten)                    | 13              |
| Dinamarca (Airplay danés)                  | 2               |
| Escocia (Scottish Singles Sales Chart)     | 1               |
| Eslovaquia (Rádio Top 100)                 | 1               |
| España (Top 100 Canciones)                 | 48              |
| Estados Unidos (Billboard Hot 100)         | 1               |
| Estados Unidos (Adult Contemporary)        | 8               |
| Estados Unidos (Adult Top 40)              | 1               |
| Estados Unidos (Hot Dance Club Songs)      | 1               |
| Estados Unidos (Mainstream Top 40)         | 1               |
| Estados Unidos (Rhythmic)                  | 9               |
| European Hot 100                           | 5               |
| Finlandia (OFC)                            | 14              |
| Francia (SNEP)                             | 75              |
| Hungría (Rádiós Top 40)                    | 22              |
| Irlanda (IRMA)                             | 1               |
| Israel (Media Forest)                      | 5               |
| Italia (FIMI)                              | 9               |
| Japón (Japan Hot 100)                      | 19              |
| Nueva Zelanda (Recorded Music NZ)          | 1               |
| Países Bajos (Dutch Top 40)                | 4               |
| Polonia (Airplay Chart)                    | 5               |
| Polonia (Dance Top 50)                     | 42              |
| Reino Unido (UK Singles Chart)             | 2               |
| República Checa (Rádio Top 100)            | 9               |
| Suecia (Sverigetopplistan)                 | 21              |
| Suiza (Schweizer Hitparade)                | 8               |
| Venezuela Pop Rock General (Record Report) | 1               |

## Certificaciones
| País           | Organismo certificador | Certificación | Ventas certificadas | Ref.   |
| -------------- | ---------------------- | ------------- | ------------------- | ------ |
| Alemania       | BVMI                   | Platino       | 300 000             | [ 66 ] |
| Australia      | ARIA                   | 6× Platino    | 420 000             | [ 67 ] |
| Austria        | IFPI — Austria         | Oro           | 15 000              | [ 68 ] |
| Bélgica        | BEA                    | Oro           | 15 000              | [ 69 ] |
| Canadá         | Music Canada           | 4× Platino    | 320 000             | [ 70 ] |
| Dinamarca      | IFPI — Dinamarca       | Oro           | 15 000              | [ 71 ] |
| Estados Unidos | RIAA                   | 8x Platino    | 8 000 000           | [ 72 ] |
| Italia         | FIMI                   | Oro           | 25 000              | [ 73 ] |
| México         | AMPROFON               | Oro           | 30 000              | [ 74 ] |
| Nueva Zelanda  | RMNZ                   | Platino       | 15 000              | [ 75 ] |
| Reino Unido    | BPI                    | Platino       | 600 000             | [ 76 ] |
| Suecia         | IFPI — Suecia          | Oro           | 20 000              | [ 77 ] |

## Historial de lanzamientos
| País           | Fecha               | Formato          |
| -------------- | ------------------- | ---------------- |
| Estados Unidos | 3 de agosto de 2010 | Mainstream       |
| Estados Unidos | 23 de julio de 2010 | Descarga digital |

| Predecesor: «Love the Way You Lie» por Eminem con Rihanna | Billboard Hot 100 - Sencillo número uno 18 de septiembre de 2010 - 25 de septiembre de 2010      | Sucesor: «Just the Way You Are» por Bruno Mars  |
| Predecesor: «Dynamite» de Taio Cruz                       | Irish Singles Chart - Sencillo número uno 2 de septiembre de 2010 - 9 de septiembre de 2010      | Sucesor: «For the First Time» de The Script     |
| Predecesor: «Dynamite» de Taio Cruz                       | New Zealand Singles Chart - Sencillo número uno 30 de agosto de 2010 - 20 de septiembre de 2010  | Sucesor: «Only Girl (In the World)» de Rihanna  |
| Predecesor: «Dynamite» de Taio Cruz                       | Scottish Singles Chart - Sencillo número uno 11 de septiembre de 2010 - 18 de septiembre de 2010 | Sucesor: «Start Without You» de Alexandra Burke |
| Predecesor: «Não Mais» de Victor & Leo                    | Brasil Hot 100 - Sencillo número uno 16 de octubre de 2010 - 30 de octubre de 2010               | Sucesor: «Adrenalina» de Luan Santana           |